# Miquel Cabot Rodríguez
Miquel Cabot Rodríguez (Pla de na Tesa, 15 de juny del 1984) és un polític mallorquí militant del Partit Socialista de les Illes Balears. Fou batle de Marratxí entre els anys 2019 i 2023, gràcies al suport de Més per Mallorca i el Pi.
Durant la seva infància i joventut ha realitzat estudis de música al conservatori. És graduat superior en pedagogia musical pel Conservatori Superior de Música de les Illes Balears i és graduat en pedagogia per la Universitat Nacional d'Educació a Distància. S'ha dedicat professionalment a la música i l'educació i té plaça al centre concertat de Santa Mònica de Marratxí, tot i que actualment es troba en excedència per dedicar-se plenament a l'alcaldia de Marratxí.
Militant del PSIB des del 2008, es presentà a llistes municipals per primer cop l'any 2011, però no fou elegit regidor. Des del 2012 i fins a l'actualitat és el secretari de l'agrupació municipal de Marratxí, tres anys més tard, el 2015, es presentà com a cap de llista, conseguint 4 regidors i esdevenint la tercera força del consistori. Durant aquella legislatura fou primer tinent de batle i responsable de les àrees d'Economia, Contractació, Joventut, Comunicació i Hisenda dins el govern de coalició amb Més per Mallorca.
Va ser reelegit candidat del PSIB l'any 2019, eleccions en les quals fou guanyador amb 6 regidors. El 16 de juny d'aquest mateix any fou escollit batle de Marratxí amb el suport de Més i el Pi. L'any 2023 va ser candidat de nou a les eleccions municipals però no va ser reelegit cap de batlia, que passà al PP.